# Triangle de la violència

Triangle de Galtung.

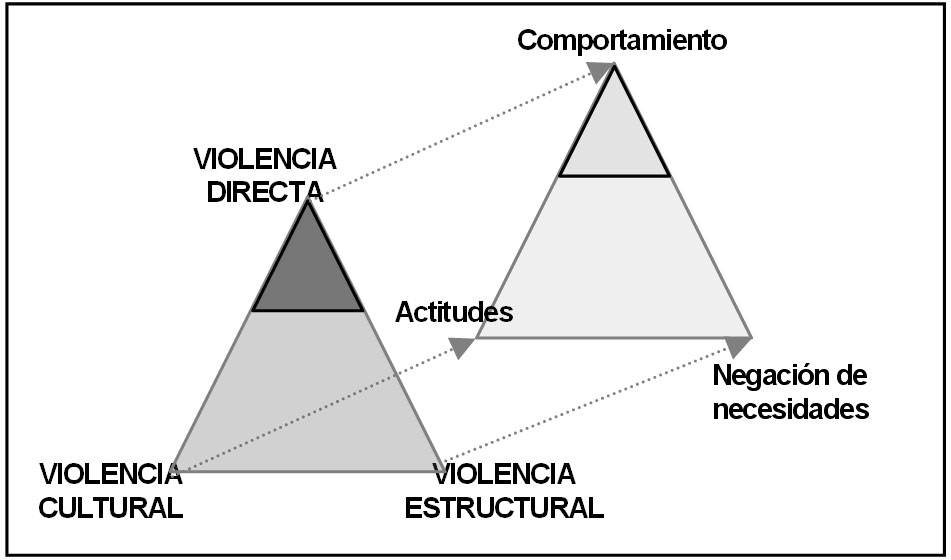
Triangle de Galtung (teoria i pràctica).

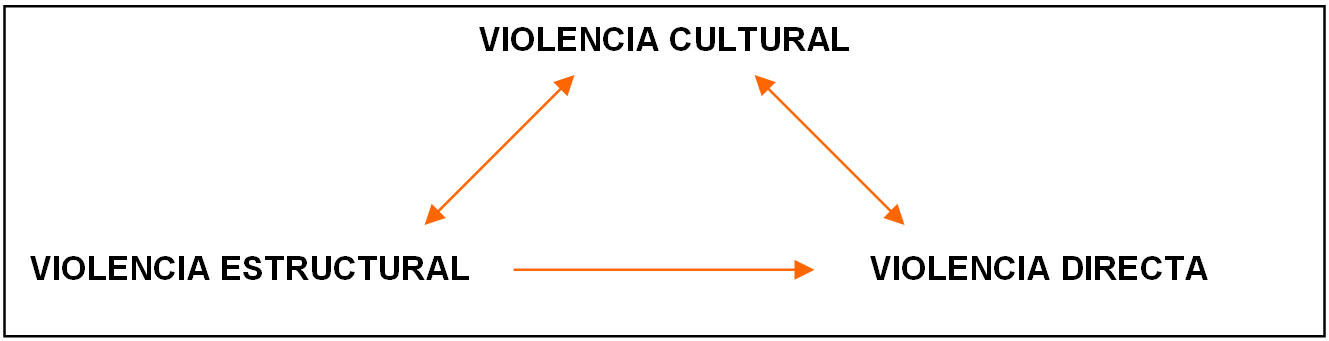
Relacions entre els tipus de violència del triangle de Galtung.

El triangle de la violència és un concepte introduït per Johan Galtung per representar la dinàmica de la generació de la violència en conflictes socials. Segons Galtung, la violència és com un iceberg, de manera que la violència visible és sol una petita part del conflicte. Solucionar-ho suposa actuar en tots els tipus de violència, que serien tres:
- La violència directa, la qual és visible, es concreta amb comportaments i respon a actes de violència.
- La violència estructural, (la pitjor de les tres), que se centra en el conjunt d'estructures que no permeten la satisfacció de les necessitats i es concreta, precisament, en la negació de les necessitats.
- La violència cultural, la qual crea un marc legitimador de la violència i es concreta en actituds.

Sovint, les causes de la violència directa estan relacionades amb situacions de violència estructural o justificades per la violència cultural: moltes situacions són conseqüència d'un abús de poder que recau sobre un grup oprimit, o d'una situació de desigualtat social (econòmica, sanitària, racial, etc,) i reben el recolzament de discursos que justifiquen aquestes violències.

## Violència cultural
Aquesta forma de la violència fa referència a aspectes de la cultura que la legitimen a través de l'art, la religió, la filosofia, el dret, etc.
Dels tres tipus de violència (directa, estructural i cultural) la directa és clara i visible, per la qual cosa resulta relativament senzill detectar-la i combatre-la. En canvi, la violència cultural i la violència estructural, són menys visibles, doncs en elles intervenen més factors, detectar el seu origen, prevenció i remei és més complicat.
Cap als anys 90 sorgeix, de la mà de Galtung, una nova aproximació a la violència en crear-se el concepte de violència cultural, que la defineix com una violència, simbòlica, que “s'expressa des d'infinitat de mitjans (simbolismes, religió, ideologia, llenguatge, art, ciència, lleis, mitjans de comunicació, educació, etc.), i que compleix la funció de legitimar la violència directa i estructural, així com d'inhibir o reprimir la resposta dels qui la sofreixen, i ofereix justificacions perquè els éssers humans, a diferència de la resta d'espècies, es destrueixin mútuament i siguin recompensats fins i tot per fer-ho”. Així, per exemple, es pot acceptar la violència en defensa de la fe o en defensa de la religió.
En el panorama sobre el tema de la violència, la violència estructural va aportar una nova visió, més dinàmica, més processual, més àmplia, de la violència de la qual hi havia fins llavors.
La violència cultural s'utilitza per aconseguir l'aprovació de postures determinades en el camp religiós, en l'econòmic, en les relacions de gènere, en les relacions amb la natura, etc. Es basa en un ampli entramat de valors que els humans assumeixen contínuament des de petits i que després es reforcen amb les normes legals de la societat. 

## Violència directa
La violència directa, física i verbal són visibles en forma de conductes, respon a actes de violència i es concreta en comportaments. És la que realitza un emissor o actor intencionat (en concret, una persona), i qui la sofreix és un ésser viu danyat o ferit físicament o mental.

## Violència estructural
La violència estructural està originada per tot un conjunt d'estructures, punt físiques com a organitzatives, que no permeten la satisfacció de les necessitats. És l'origen de les altres dues violències.